# 天目湖镇
天目湖镇，是中华人民共和国江苏省常州市溧阳市下辖的一个乡镇级行政单位。

## 历史
宋代太平兴国年間（976年－984年）溧陽縣的30乡合并为17乡，在縣南設德隨鄉。明朝改为德隨區。清朝改稱得隨區。
中華民國元年（1912年）改市乡制，得隨區和惠得區合并爲惠隨鄉。1929年改爲戴埠区。1935年改称第六区。1947年乡镇撤并，第六區轄戴埠鎮、中和鄉、茶亭鄉、南匯鄉、橫澗鄉。中和鄉西半部、茶亭鄉及南匯鄉屬今天目湖轄境。同年10月第六區與第七區（下轄周城鎮、河口鎮、社渚鎮、河心鄉）合并爲丁山橋區（駐地丁山橋在今大溪水庫淹沒區），同時撤銷河口鎮、河心鄉和中和鄉。
1949年中共政權進入溧陽後，復分丁山橋區爲戴埠區和社渚區，後設城南區，并大規模拆分鄉鎮。至1950年，今天目湖鎮境北屬城南區的古縣、茶亭、中芳3鄉，南屬戴埠區的山丫、楊村、平橋、吳村4鄉，西北屬社渚區的丁山、朱漕2鄉。
1956年至1957年復撤并鄉鎮，且取消縣轄區級建制，今天目湖鎮境大部屬茶亭鄉和山丫鄉。
1958年各鄉改人民公社，因修築沙河水庫淹沒山丫橋村，山丫人民公社改駐平橋，改稱平橋人民公社。1961年析茶亭、平橋2公社設沙河人民公社。1983年人民公社復改稱鄉。
1992年在沙河水库兴建天目湖风景旅游区。1993年3月成立天目湖旅游度假区管委会，12月沙河鄉改爲天目湖鎮。1996年茶亭鄉改鎮，1999年底并入天目湖鎮。1995年平橋鄉改鎮，2004年并入天目湖鎮。
2007年大溪水庫及週邊地區（分屬周城鎮、新昌鎮、南渡鎮）劃入天目湖鎮。

## 行政区划
天目湖镇下辖以下地区：
东陵社区、茶亭社区、平桥社区、天目国际村社区、美景天成社区、天目湖村、田家山村、茶亭村、古县村、桂林村、南钱村、三胜村、杨村村、平桥村、梅岭村、吴村、毛尖村、洙漕村和观山村。

### 行政区划沿革
| 原乡镇 | 2000年 后的乡镇                                            | 2004年 后的乡镇                                            | 2007年 后的乡镇 | 原行政村 | 2001年后 的行政村             | 2009年后 的行政村                                                 | 下辖自然村 |
| --- | ---------------------------------------------------------- | ---------------------------------------------------------- | --------------- | -------- | ----------------------------- | ----------------------------------------------------------------- | --- |
| 沙河乡→ （1993年） 天目湖镇                                                                                               | 天目湖镇注                                                 | 天目湖镇                                                   | 天目湖镇        | 沙河村   | 天目湖村 （杨家边村并入）     | 天目湖村 （驻东陵集镇） （兴塘村并入）                            | 胡西、胡东 |
| 沙河乡→ （1993年） 天目湖镇                                                                                               | 天目湖镇注                                                 | 天目湖镇                                                   | 天目湖镇        | 沙河村   | 天目湖村 （杨家边村并入）     | （2004年）东陵社区                                                | 石狮庙、黄栗树、新队、大山上                                                                                                   |
| 沙河乡→ （1993年） 天目湖镇                                                                                               | 天目湖镇注                                                 | 天目湖镇                                                   | 天目湖镇        | 沙新村   | 沙新村                        | （2004年）东陵社区                                                | 下涧里 |
| 沙河乡→ （1993年） 天目湖镇                                                                                               | 天目湖镇注                                                 | 天目湖镇                                                   | 天目湖镇        | 沙新村   | 沙新村                        | 田家山村                                                          | 大新、河边上、谈埠、小新、磁矿、小岭、龙岕、河西毕家                                                                           |
| 沙河乡→ （1993年） 天目湖镇                                                                                               | 天目湖镇注                                                 | 天目湖镇                                                   | 天目湖镇        | 田家山村 | 田家山村                      | 田家山村                                                          | 田家山、后麦头、姚家、山南、庙塘、小溪南、小陈庄、大陈庄、标会                                                                 |
| 沙河乡→ （1993年） 天目湖镇                                                                                               | 天目湖镇注                                                 | 天目湖镇                                                   | 天目湖镇        | 白埂村   | 田家山村                      | 田家山村                                                          | 白埂、杨家湾、姚家湾、芦家湾、和庄、黄家、中田舍、栗山头                                                                       |
| 沙河乡→ （1993年） 天目湖镇                                                                                               | 天目湖镇注                                                 | 天目湖镇                                                   | 天目湖镇        | 南钱村   | 南钱村 （亳上村并入）         | 南钱村 （驻龙尾） （宋塘村并入）                                  | 西南钱、东南钱、庙家山、龙山尾、面前湾、姜家冲、甘家湾、唐家湾、马场、桥山下、小马场、前王家湾、后王家湾、大塘下               |
| 沙河乡→ （1993年） 天目湖镇                                                                                               | 天目湖镇注                                                 | 天目湖镇                                                   | 天目湖镇        | 大岕村   | （并入烈山村）                | （并入洙漕村）                                                    | 大岕、黄杨树、枫树坝、腊里山、学里、胡家湾、东岕、大力头、涧边、张家边、红水岕                                                 |
| 沙河乡→ （1993年） 天目湖镇                                                                                               | 天目湖镇注                                                 | 天目湖镇                                                   | 天目湖镇        | 桂林村   | 桂林村                        | 桂林村 （驻桂林茶场）                                             | 上桂林、新塘岕、太山头、下桂林、江家湾、大力岗、上珠岗                                                                         |
| 沙河乡→ （1993年） 天目湖镇                                                                                               | 天目湖镇注                                                 | 天目湖镇                                                   | 天目湖镇        | 中西村   | 中西村                        | 桂林村 （驻桂林茶场）                                             | 应山岕、瓦屋湾、张家湾、王家边、杨岕、稻场埠、小沙飞里、新开村、红石岕、新民、大沙飞里、吴家长湾、西岭、鲤鱼岕、张仙岕、石街头 |
| 沙河乡→ （1993年） 天目湖镇                                                                                               | 天目湖镇注                                                 | 天目湖镇                                                   | 天目湖镇        | 三胜村   | 三胜村                        | 三胜村 （驻竹塘） （新村并入）                                    | 谢家头、竹塘、兰庄、竹林湾、新建、小四方、三胜、小岕、十龙岕、高塘岕、大坝埂、桑园里                                           |
| 茶亭乡→ （1996年） 茶亭镇                                                                                                 | 天目湖镇注                                                 | 天目湖镇                                                   | 天目湖镇        | 杨家边村 | 杨家边村                      | （并入天目湖村）                                                  | 杨家边、塘东、塘西、前瑶墅、后瑶墅、汤家场、后曾家                                                                             |
| 茶亭乡→ （1996年） 茶亭镇                                                                                                 | 天目湖镇注                                                 | 天目湖镇                                                   | 天目湖镇        | 莘塘村   | 兴塘村                        | （并入天目湖村）                                                  | 莘塘、埝西、庄头、前王、匡家村                                                                                                 |
| 茶亭乡→ （1996年） 茶亭镇                                                                                                 | 天目湖镇注                                                 | 天目湖镇                                                   | 天目湖镇        | 瑶塘村   | 兴塘村                        | （并入天目湖村）                                                  | 朱迈、干棠头、瑶塘、张家园、园里、施家坝、东南干                                                                               |
| 茶亭乡→ （1996年） 茶亭镇                                                                                                 | 天目湖镇注                                                 | 天目湖镇                                                   | 天目湖镇        | 茶亭村   | 茶亭村                        | 茶亭社区                                                          | |
| 茶亭乡→ （1996年） 茶亭镇                                                                                                 | 天目湖镇注                                                 | 天目湖镇                                                   | 天目湖镇        | 茶亭村   | 茶亭村                        | 茶亭村 （驻茶亭集镇）                                             | 前伍、河边、芳基村、山头村、西塘、东古路                                                                                       |
| 茶亭乡→ （1996年） 茶亭镇                                                                                                 | 天目湖镇注                                                 | 天目湖镇                                                   | 天目湖镇        | 罗家桥村 | 茶亭村                        | 茶亭村 （驻茶亭集镇）                                             | 罗家桥、钟家村、周家村、安全里、施家村、水东、王家村、郑家桥                                                                   |
| 茶亭乡→ （1996年） 茶亭镇                                                                                                 | 天目湖镇注                                                 | 天目湖镇                                                   | 天目湖镇        | 吴冶岭村 | 吴冶岭村                      | 茶亭村 （驻茶亭集镇）                                             | 吴冶岭、朝岗、西山庄、小岭头                                                                                                   |
| 茶亭乡→ （1996年） 茶亭镇                                                                                                 | 天目湖镇注                                                 | 天目湖镇                                                   | 天目湖镇        | 下田舍村 | 吴冶岭村                      | 茶亭村 （驻茶亭集镇）                                             | 小余家边、大余家边、马场里、下田舍、田舍里、孔渚、刘家村                                                                       |
| 茶亭乡→ （1996年） 茶亭镇                                                                                                 | 天目湖镇注                                                 | 天目湖镇                                                   | 天目湖镇        | 联谊村   | 联谊村                        | 茶亭村 （驻茶亭集镇）                                             | 桃园、东庄、蒋家村、朱家村、许家村、上西玕、头陀岭、山边、新屋、谈家村、沈家边、田坎                                           |
| 茶亭乡→ （1996年） 茶亭镇                                                                                                 | 天目湖镇注                                                 | 天目湖镇                                                   | 天目湖镇        | 屏峰村   | 古县村                        | （？年）天目国际村社区                                            | 王家干、张家村、范家庵、白果树脚、罗家村、下坊                                                                                 |
| 茶亭乡→ （1996年） 茶亭镇                                                                                                 | 天目湖镇注                                                 | 天目湖镇                                                   | 天目湖镇        | 屏峰村   | 古县村                        | （？年）美景天城社区                                              | 下界、岗头村 |
| 茶亭乡→ （1996年） 茶亭镇                                                                                                 | 天目湖镇注                                                 | 天目湖镇                                                   | 天目湖镇        | 屏峰村   | 古县村                        | 古县村 （驻屏峰路16号）                                           | 屏峰、五家村、下彭 |
| 茶亭乡→ （1996年） 茶亭镇                                                                                                 | 天目湖镇注                                                 | 天目湖镇                                                   | 天目湖镇        | 古县村   | 古县村                        | 古县村 （驻屏峰路16号）                                           | 古县、园上、南岗、大山下 |
| 茶亭乡→ （1996年） 茶亭镇                                                                                                 | 天目湖镇注                                                 | 天目湖镇                                                   | 天目湖镇        | 国庆村   | 燕山岭村                      | 古县村 （驻屏峰路16号）                                           | 高家村、横山岕、大庄、林家坝                                                                                                   |
| 茶亭乡→ （1996年） 茶亭镇                                                                                                 | 天目湖镇注                                                 | 天目湖镇                                                   | 天目湖镇        | 汤家边村 | 燕山岭村                      | 古县村 （驻屏峰路16号）                                           | 汤家边、盛庄、姜家边 |
| 茶亭乡→ （1996年） 茶亭镇                                                                                                 | 天目湖镇注                                                 | 天目湖镇                                                   | 天目湖镇        | 官庄村   | 官庄村                        | 古县村 （驻屏峰路16号）                                           | 官庄、西南干、后王、苏笪里、沈家坝                                                                                             |
| 茶亭乡→ （1996年） 茶亭镇                                                                                                 | 天目湖镇注                                                 | 天目湖镇                                                   | 天目湖镇        | 郑笪村   | 官庄村                        | 古县村 （驻屏峰路16号）                                           | 郑笪里、邵家村、董家村、任家村、高塘里                                                                                         |
| 茶亭乡→ （1996年） 茶亭镇                                                                                                 | 天目湖镇注                                                 | 天目湖镇                                                   | 天目湖镇        | 烈山村   | 烈山村 （大岕村并入）         | （并入洙漕村）                                                    | 上华渚、东湖、祥圩、下华渚、郑家、子山下、石井                                                                                 |
| 茶亭乡→ （1996年） 茶亭镇                                                                                                 | 天目湖镇注                                                 | 天目湖镇                                                   | 天目湖镇        | 宋塘村   | 宋塘村                        | （并入南钱村）                                                    | 宋塘下、上岕、下岕、武家村、小湾里、后村里、前村里、官田里、官田西村、葛家村、下埠桥、丁山桥                                   |
| 茶亭乡→ （1996年） 茶亭镇                                                                                                 | 天目湖镇注                                                 | 天目湖镇                                                   | 天目湖镇        | 群星村   | 宋塘村                        | （并入南钱村）                                                    | 黄泥岗、东山岕、下黄泥岗、朱和店、钱家岗、沈家村                                                                               |
| 茶亭乡→ （1996年） 茶亭镇                                                                                                 | 天目湖镇注                                                 | 天目湖镇                                                   | 天目湖镇        | 亳上村   | （并入南钱村）                | （并入南钱村）                                                    | 亳上 |
| 平桥乡→ （1995年）平桥镇                                                                                                  | 平桥乡→ （1995年）平桥镇                                   | 天目湖镇                                                   | 天目湖镇        | 新村     | 新村                          | （并入三胜村）                                                    | 小平桥、果园、西塘岕、竹墩、山边、毛竹园、爱塘、新村                                                                           |
| 平桥乡→ （1995年）平桥镇                                                                                                  | 平桥乡→ （1995年）平桥镇                                   | 天目湖镇                                                   | 天目湖镇        | 杨村     | 杨村                          | 杨村 （驻杨村）                                                   | 杨村、袁家、斑竹岭、西涧头、毛林岕、大竹柯、宋家、周岗岕、黄冈岭、梅园、后前、登园                                             |
| 平桥乡→ （1995年）平桥镇                                                                                                  | 平桥乡→ （1995年）平桥镇                                   | 天目湖镇                                                   | 天目湖镇        | 梅园村   | 杨村                          | 杨村 （驻杨村）                                                   | 杨村、袁家、斑竹岭、西涧头、毛林岕、大竹柯、宋家、周岗岕、黄冈岭、梅园、后前、登园                                             |
| 平桥乡→ （1995年）平桥镇                                                                                                  | 平桥乡→ （1995年）平桥镇                                   | 天目湖镇                                                   | 天目湖镇        | 桥下村   | 桥下村                        | 杨村 （驻杨村）                                                   | 桥下、东岕、西岕、六岕、河东、土地庙、老岕、冯家边、王岕、亮月岕、周院、双塘岕、黄埠、西山岭、牛头山、北塘、罗家湾             |
| 平桥乡→ （1995年）平桥镇                                                                                                  | 平桥乡→ （1995年）平桥镇                                   | 天目湖镇                                                   | 天目湖镇        | 周院村   | 桥下村                        | 杨村 （驻杨村）                                                   | 桥下、东岕、西岕、六岕、河东、土地庙、老岕、冯家边、王岕、亮月岕、周院、双塘岕、黄埠、西山岭、牛头山、北塘、罗家湾             |
| 平桥乡→ （1995年）平桥镇                                                                                                  | 平桥乡→ （1995年）平桥镇                                   | 天目湖镇                                                   | 天目湖镇        | 东渚村   | 东渚村                        | 杨村 （驻杨村）                                                   | 野猪岕、西渚岭、尧岕、山背后、长山下、东渚                                                                                     |
| 平桥乡→ （1995年）平桥镇                                                                                                  | 平桥乡→ （1995年）平桥镇                                   | 天目湖镇                                                   | 天目湖镇        | 锁山村   | 东渚村                        | 杨村 （驻杨村）                                                   | 锁山里、杨庄、牧场、冲管里 |
| 平桥乡→ （1995年）平桥镇                                                                                                  | 平桥乡→ （1995年）平桥镇                                   | 天目湖镇                                                   | 天目湖镇        | 平桥村   | 平桥社区                      | 平桥社区                                                          | |
| 平桥乡→ （1995年）平桥镇                                                                                                  | 平桥乡→ （1995年）平桥镇                                   | 天目湖镇                                                   | 天目湖镇        | 平桥村   | 平桥村                        | 平桥村 （驻平桥集镇）                                             | 菖蒲浪、大坝、潘村、长园基、杨树岭、戴家冲、路西、老虎窠、张门里、黄金桥                                                       |
| 平桥乡→ （1995年）平桥镇                                                                                                  | 平桥乡→ （1995年）平桥镇                                   | 天目湖镇                                                   | 天目湖镇        | 横塘村   | 横塘村                        | 平桥村 （驻平桥集镇）                                             | 横塘、灵官庙、钱家、老鸦岭、松棵、合头领、雪飞岭、长岭                                                                         |
| 平桥乡→ （1995年）平桥镇                                                                                                  | 平桥乡→ （1995年）平桥镇                                   | 天目湖镇                                                   | 天目湖镇        | 青山村   | 青山村                        | 平桥村 （驻平桥集镇）                                             | 青山、柴岕、庙房、五房、下四房、土桥安、里峰岕、杨家冲、李家尖                                                                 |
| 平桥乡→ （1995年）平桥镇                                                                                                  | 平桥乡→ （1995年）平桥镇                                   | 天目湖镇                                                   | 天目湖镇        | 梅岭村   | 梅岭村                        | 梅岭村 （驻黄村）                                                 | 小梅岭、东山傍、田村、傲山岕                                                                                                   |
| 平桥乡→ （1995年）平桥镇                                                                                                  | 平桥乡→ （1995年）平桥镇                                   | 天目湖镇                                                   | 天目湖镇        | 黄村     | 梅岭村                        | 梅岭村 （驻黄村）                                                 | 黄村、小岕、井塘、忠念、花园头                                                                                                 |
| 平桥乡→ （1995年）平桥镇                                                                                                  | 平桥乡→ （1995年）平桥镇                                   | 天目湖镇                                                   | 天目湖镇        | 下宋村   | 下宋村                        | 梅岭村 （驻黄村）                                                 | 下宋、高墩、八房、株棵、前头园、坟头、大田里、西店、安塘岕、黄泥山岗                                                           |
| 平桥乡→ （1995年）平桥镇                                                                                                  | 平桥乡→ （1995年）平桥镇                                   | 天目湖镇                                                   | 天目湖镇        | 徐家园村 | 下宋村                        | 梅岭村 （驻黄村）                                                 | 徐家园、上桂花、下桂花、陈塘岕、火烧基、西田舍、张岗岕、坎头                                                                   |
| 平桥乡→ （1995年）平桥镇                                                                                                  | 平桥乡→ （1995年）平桥镇                                   | 天目湖镇                                                   | 天目湖镇        | 吴村村   | 吴村村                        | 吴村 （驻吴村）                                                   | 吴村、白土塘、安上、富子岕、高关岭、桃园、毛草塘、坟山头                                                                       |
| 平桥乡→ （1995年）平桥镇                                                                                                  | 平桥乡→ （1995年）平桥镇                                   | 天目湖镇                                                   | 天目湖镇        | 中田村   | 中田村                        | 吴村 （驻吴村）                                                   | 中田舍、塘岕、塘岕小湾、西庄、下周、平场、田杆、仙桥、树干、上田舍、新屋底、新屋场、鲢鱼桥                                     |
| 属新昌乡→（1993年）新昌镇 （下辖其他村见南渡镇和昆仑街道）                                                                | 属新昌乡→（1993年）新昌镇 （下辖其他村见南渡镇和昆仑街道） | 属新昌乡→（1993年）新昌镇 （下辖其他村见南渡镇和昆仑街道） | 天目湖镇        | 毛尖村   | 毛尖村（2007年 划入天目湖镇） | 毛尖村 （驻山南）                                                 | 毛尖、小山岕、东山岕、路笪里                                                                                                   |
| 属新昌乡→（1993年）新昌镇 （下辖其他村见南渡镇和昆仑街道）                                                                | 属新昌乡→（1993年）新昌镇 （下辖其他村见南渡镇和昆仑街道） | 属新昌乡→（1993年）新昌镇 （下辖其他村见南渡镇和昆仑街道） | 天目湖镇        | 新华村   | 毛尖村（2007年 划入天目湖镇） | 毛尖村 （驻山南）                                                 | 新华、千松树、鲫鱼塘、彭家、新塘                                                                                               |
| 属新昌乡→（1993年）新昌镇 （下辖其他村见南渡镇和昆仑街道）                                                                | 属新昌乡→（1993年）新昌镇 （下辖其他村见南渡镇和昆仑街道） | 属新昌乡→（1993年）新昌镇 （下辖其他村见南渡镇和昆仑街道） | 天目湖镇        | 山南村   | 山南村（2007年 划入天目湖镇） | 毛尖村 （驻山南）                                                 | 山南、东山上、新塘谷、小岕里、下田舍、沈家地、余家地、石野林、猪婆岕、山南林桑队、大岭岕、石塘                                 |
| 属新昌乡→（1993年）新昌镇 （下辖其他村见南渡镇和昆仑街道）                                                                | 属新昌乡→（1993年）新昌镇 （下辖其他村见南渡镇和昆仑街道） | 属新昌乡→（1993年）新昌镇 （下辖其他村见南渡镇和昆仑街道） | 天目湖镇        | 新彭村   | 山南村（2007年 划入天目湖镇） | 毛尖村 （驻山南）                                                 | 彭家坟、三家村、王母岕 |
| 属大溪乡 | 属南渡镇 （下辖其他村见南渡镇）                            | 属南渡镇 （下辖其他村见南渡镇）                            | 天目湖镇        | 观山村   | 属观山村                      | 观山村 （驻观山） （2007年合并 划入天目湖镇）                     | 观山、周笪里、河沿、吴家、上坊                                                                                                 |
| 属大溪乡 | 属南渡镇 （下辖其他村见南渡镇）                            | 属南渡镇 （下辖其他村见南渡镇）                            | 天目湖镇        | 埝前村   | 属埝前村                      | 观山村 （驻观山） （2007年合并 划入天目湖镇）                     | 中埝前、下马塘、马场里、陆家边、上埝前、下埝前                                                                                 |
| 属周城乡→（1988年）周城镇 （下辖其他村见社渚镇）                                                                          | 属周城乡→（1988年）周城镇 （下辖其他村见社渚镇）           | 属周城乡→（1988年）周城镇 （下辖其他村见社渚镇）           | 天目湖镇        | 东顶村   | 属欣丁村                      | 观山村 （驻观山） （2007年合并 划入天目湖镇）                     | 东顶、潮岕、华家、新屋、山棚                                                                                                   |
| 属周城乡→（1988年）周城镇 （下辖其他村见社渚镇）                                                                          | 属周城乡→（1988年）周城镇 （下辖其他村见社渚镇）           | 属周城乡→（1988年）周城镇 （下辖其他村见社渚镇）           | 天目湖镇        | 洙漕村   | 洙漕村                        | 洙漕村 （驻窑头）（2007年合并 划入天目湖镇） （2009年烈山村并入） | 窑头、洙漕、大山界、高村、坟塘、岗头、六角、金山丫、塞塘                                                                       |
| 属周城乡→（1988年）周城镇 （下辖其他村见社渚镇）                                                                          | 属周城乡→（1988年）周城镇 （下辖其他村见社渚镇）           | 属周城乡→（1988年）周城镇 （下辖其他村见社渚镇）           | 天目湖镇        | 下城村   | 洙漕村                        | 洙漕村 （驻窑头）（2007年合并 划入天目湖镇） （2009年烈山村并入） | 下城、沙塘、灯上、观音塘、坝头、施家边                                                                                         |
| 属周城乡→（1988年）周城镇 （下辖其他村见社渚镇）                                                                          | 属周城乡→（1988年）周城镇 （下辖其他村见社渚镇）           | 属周城乡→（1988年）周城镇 （下辖其他村见社渚镇）           | 天目湖镇        | 鲁村     | 属鲁村                        | 洙漕村 （驻窑头）（2007年合并 划入天目湖镇） （2009年烈山村并入） | 鲁村、孔塘、小鲁村、苗圃、上泽、新队                                                                                           |
| 注：2000年至2004年，沙新、中西、三胜3个村由天目湖旅游度假区代管。2004年后度假区管委会与镇政府合并，实行镇区合一管理体制。 |                                                            |                                                            |                 |          |                               |                                                                   | |